# Agostino Agazzari

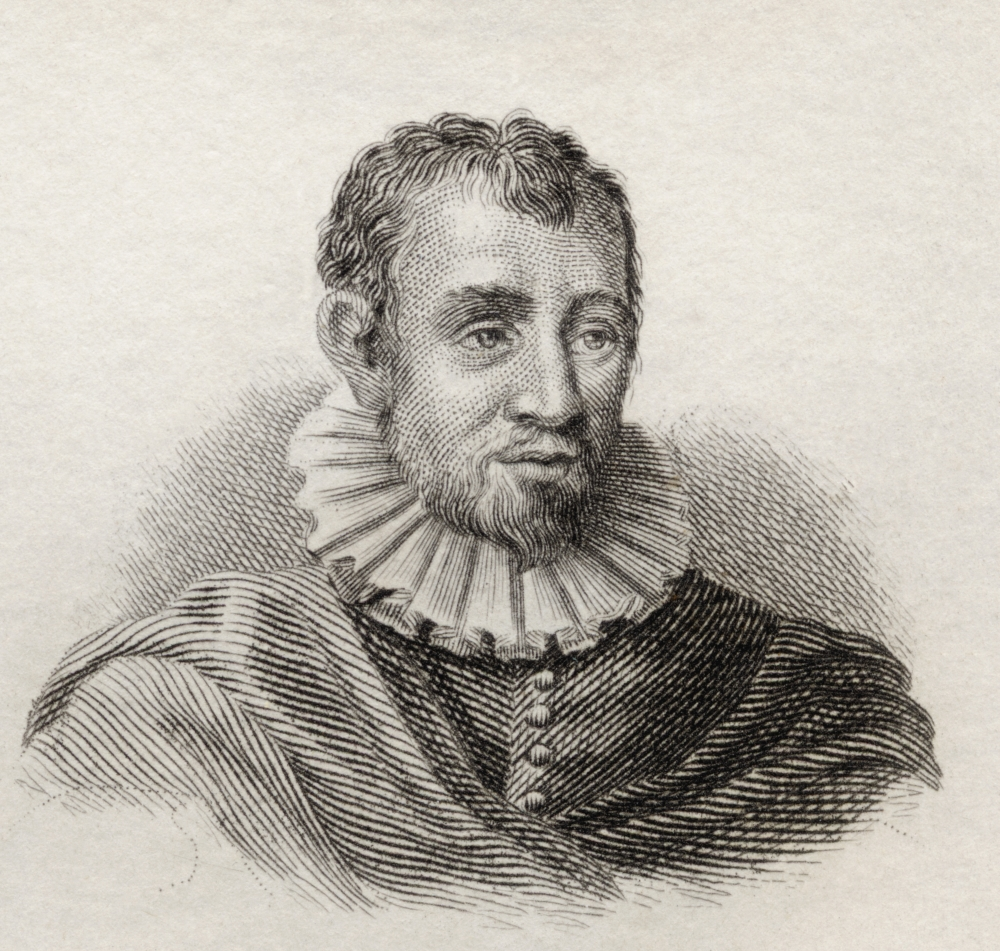
Agostino Agazzari

Agostino Agazzari (* 2. Dezember 1578 in Siena; † 10. April 1640 ebenda) war ein italienischer Komponist und Musiktheoretiker des Barock.

## Leben
Agazzari entstammt einem alten Adelsgeschlecht aus Siena. Nach erster künstlerischer Ausbildung in seiner Vaterstadt ging er um 1601 nach Rom und wirkte dort in den Jahren 1602 bis 1607 als Dozent am Collegium Romanum. In dieser Zeit entstand auch seine Freundschaft mit dem Musiker Lodovico Grossi da Viadana.
1607 kehrte Agazzari nach Siena zurück und wurde noch im selben Jahr zum ersten Organisten der örtlichen Kathedrale ernannt. 1630 avancierte er zum Kapellmeister.
Agazzari komponierte neben sakraler Musik und Madrigalen auch das Drama Eumelio. Als Musiktheoretiker ist er heute noch durch sein Werk Del sonare sopra il basso bekannt. Die ist eines der frühesten und wichtigsten Werke über basso continuo, mit dem Agazzari auch Michael Praetorius in seinem Syntagma musicum beeinflusste.

## Werke (Auswahl)
- Il primo libro de madrigali à sei voci, gedruckt 1596 bei Angelo Gardano in Venedig OCLC 11056727 Angelo Malavolti gewidmet. RISM ID: 990000381
- Il primo libro de madrigali a cinque voci, gedruckt 1600 bei Gardano in Venedig OCLC 29939802 RISM ID: 990000383 (Digitalisat des Museo internazionale e biblioteca della Musica di Bologna)
- Madrigali harmoniosi e dilettevoli a sei voci, gedruckt 1600 bei Pierre Phalèse in Antwerpen OCLC 464031722
- Sacrarum cantionum, gedruckt bei Aloysio Zanetto in Rom 1602 OCLC 11056977 RISM ID: 990000331 (Digitalisat des Museo internazionale e biblioteca della Musica di Bologna)
- Sacrae laudes de Jesu, B. Virgine, angelis, apostolis, martyribus, confessoribus, virginibus, Liber Secundus, gedruckt bei Aloysium Zanettum in Rom 1603 OCLC 11061005 RISM ID: 990000335
- Sacrarum cantionum, Liber tertius, gedruckt bei Aloysium Zanettum in Rom 1602 OCLC 11107358
- Il secondo libro de madrigali à cinque voci, gedruckt bei Ricciardo Amadino in Venedig 1606 OCLC 42037125 (Digitalisat)
- Eumelio, Dramma pastorale, gedruckt bei Ricciardo Amadino in Venedig 1606 OCLC 29939818
- Sacrae cantiones, Liber quartus, gedruckt bei Ricciardo Amadino in Venedig 1606 OCLC 887872899
- Il primo libro de Madrigaletti a tre voci, gedruckt bei Ricciardo Amadino in Venedig 1607 OCLC 863873959
- Il secondo libro de madrigaletti à tre voci, gedruckt bei Ricciardo Amadino in Venedig 1607 OCLC 11479274
- Del sonare sopra 'l basso con tvtti li stromenti e dell' vso loro nel conserto, gedruckt bei Falcini in Siena, 1607 OCLC 25199441
- Psalmi sex : qui in Vesperis ad concentum varietatem interponuntur op. XII, gedruckt bei Ricciardo Amadino in Venedig 1609 OCLC 11587366
- Psalmi ac Magnificat op. XIII, gedruckt bei Ricciardo Amadino in Venedig 1611 OCLC 11479274
- Sertum roseum ex plantis Hiericho op. XIV, für 1 bis 4 Stimmen mit Basso continuo, gedruckt bei Ricciardo Amadino in Venedig 1611 OCLC 11061058
- Psalmorum ac Magnificat op. XV, für acht Stimmen, gedruckt bei Ricciardo Amadino in Venedig 1611 OCLC 12376802 (Digitalisat)
- Dialogici concentus op. XVI, für sechs bis acht Stimmen mit Basso continuo, gedruckt bei Ricciardo Amadino in Venedig 1613 OCLC 11062181
- Vier Messen op. XVII, gedruckt bei Ricciardo Amadino in Venedig 1614 OCLC 56551596
  - Missa octavi toni á 4
  - Missa duodecimi toni á 4
  - Missa tertia á 5
  - Missa duobus choris á 8.
- Sacrae cantiones op. XVIII, gedruckt bei Amadino in Venedig 1615 OCLC 12376802
- Stille Soave di Celeste Aurora op. XIX, gedruckt bei Gardano in Venedig 1620 OCLC 816835722
- La musica ecclesiastica, gedruckt bei Bonetti in Siena 1638, OCLC 980612246
- Litaniae Beatissimae Virginis op. XXI, gedruckt bei Vincentius Blancus in Rom 1639 OCLC 11481123
- Musicum encomium, gedruckt bei Vincenzo Blanco in Rom 1640, OCLC 980613701
- Cento concerti ecclesiastici (1602)
- Del sonare sopra il basso : con tutti li stromenti e dell'uso loro nel conserto. - New York : Norton, 1950 (Repr. d. Ausg. Roma 1607)